# Wild Ones (album)
Pour les articles homonymes, voir Wild One (homonymie).
Pour la chanson éponyme, voir Wild Ones.
Albums de Flo Rida
Only One Flo (Part 1)
(2010)
Singles
1. Good Feeling
Sortie : 29 août 2011
2. Wild Ones
Sortie : 19 décembre 2011
3. Whistle
Sortie : 24 avril 2012
4. I Cry
Sortie : 18 septembre 2012
5. Sweet Spot
Sortie : 13 mars 2013
6. Let It Roll
Sortie : 22 mars 2013

Wild Ones est le quatrième album studio de Flo Rida, sorti le 3 juillet 2012.
Avec trois singles dans le Top 5 du Billboard Hot 100, cet album est celui qui contient le plus de tubes. Initialement intitulé Only One Rida (Part 2) et prévu comme une suite à son troisième album, le nom de l'album changea pour Wild Ones. « Avec cet album, on retrouvera pas mal de hits, c'est pourquoi j'ai choisi le titre Wild Ones », justifiait le rappeur.
L'album, qui a été en partie produit par le duo français soFLY & Nius, s'est classé 1er au Top Electronic Albums, 2e au Top Rap Albums et 14e au Billboard 200 et au Top Digital Albums.

## Singles
Le premier single de l'album, Good Feeling, est sorti le 29 août 2011 et contient un sample de la chanson Something's Got a Hold On Me d'Etta James. Assez similaire à la chanson d'Avicii contenant le même sample, il s'est classé 3e au Billboard Hot 100 avec plus de 3 millions d'exemplaires vendus et a été certifié quadruple disque de platine par la Recording Industry Association of America (RIAA) le 3 octobre 2013.
La chanteuse australienne Sia est en featuring sur le deuxième single, Wild Ones, sorti le 19 décembre 2012. Le morceau, qui a donné son nom définitif à l'album, s'est classé 5e du Billboard Hot 100 et a été certifié triple disque de platine par la RIAA le 23 juillet 2012.
Le troisième single, Whistle, sorti le 24 avril 2012, est le single ayant le mieux marché. Annoncé comme le morceau le plus abouti par Flo Rida lui-même, il détrône Carly Rae Jepsen et son morceau Call Me Maybe à la première place du Billboard Hot 100. Il a été certifié disque d'or par la RIAA le 12 septembre 2012.
Les trois singles suivants sont respectivement I Cry, Sweet Spot et Let It Roll.

## Liste des titres
| No | Titre                                                                                 | Contient un (des) sample(s) de                                                            | Durée |
| -- | ------------------------------------------------------------------------------------- | ----------------------------------------------------------------------------------------- | ----- |
| 1. | Whistle (Produit par DJ Frank E et Glass)                                             |                                                                                           | 3:45  |
| 2. | Wild Ones (featuring Sia – Produit par soFLY & Nius, Axwell et DJ Frank E)            |                                                                                           | 3:53  |
| 3. | Let It Roll (Produit par soFLY & Nius, Axwell et Caren)                               | Let the Good Time Roll de Freddie King                                                    | 3:14  |
| 4. | Good Feeling (Produit par Dr. Luke et Cirkut)                                         | Something's Got a Hold on Me d'Etta James                                                 | 4:08  |
| 5. | In My Mind, Part 2 (featuring Georgi Kay – Produit par Gough, Feenixpawl et Axwell)   | In My Mind (Axwell Mix) d'Ivan Gough et Feenixpawl featuring Georgi Kay                   | 4:30  |
| 6. | Sweet Spot (featuring Jennifer Lopez – Produit par soFLY & Nius)                      |                                                                                           | 3:48  |
| 7. | Thinking of You (Produit par Love, Medor et Earl & E)                                 |                                                                                           | 3:40  |
| 8. | I Cry (Produit par The Futuristics, soFLY & Nius, Paul Bäumer et Maarten Hoogstraten) | Cry (Just a Little) des Bingo Players                                                     | 3:43  |
| 9. | Run (featuring Redfoo – Produit par GoonRock)                                         | Run to You de Bryan Adams Party Rock Anthem de LMFAO featuring Lauren Bennett et GoonRock | 3:53  |

| 10. | Let It Roll, Part 2 (featuring Lil Wayne – Produit par soFLY & Nius et Axwell) | 3:31 |
| 11. | Whistle (Digi Remix) (Produit par Digi)                                        | 3:32 |
| 12. | Whistle (Jakob Lido Remix) (Produit par Jakob Lido)                            | 6:00 |

| 10. | Louder (Produit par The Runners)                                               | 3:19 |
| 11. | Let It Roll, Part 2 (featuring Lil Wayne – Produit par soFLY & Nius et Axwell) | 3:31 |
| 12. | Wild One Two                                                                   | 5:46 |

| 10. | Broke It Down (Produit par Soundz)                                                 | 3:39 |
| 11. | Louder (Produit par The Runners)                                                   | 3:19 |
| 12. | Sweet Spot (Tom Swoon Remix) (featuring Jennifer Lopez – Produit par soFLY & Nius) | 5:18 |